# Kaiserpanorama

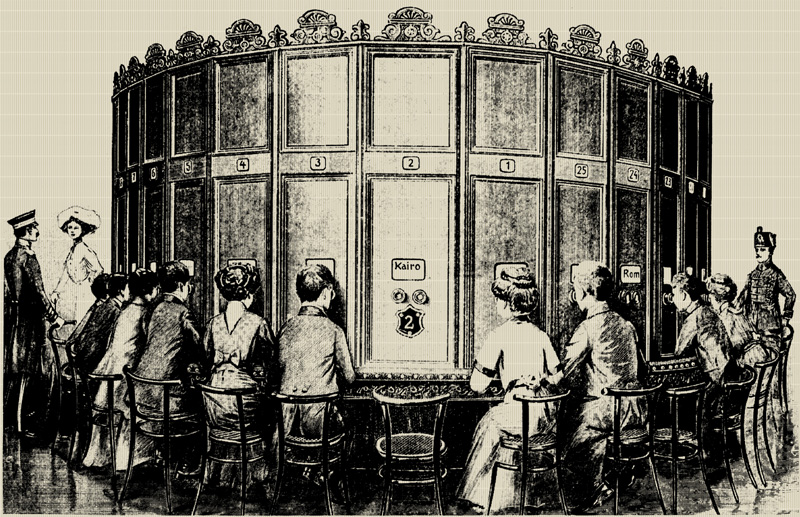
Dibuix del Kaiserpanorama d'August Fuhrmann.

El Kaiserpanorama és un dispositiu òptic, un tipus especial d'estereoscopi destinat a la visió col·lectiva d'estereogrames, patentat per August Fuhrmann el 1890 i utilitzat a Alemanya entre 1880 i els anys vint del segle xx.

## Història
L'estereoscopi era en si mateix un dispositiu destinat per a ús privat i, com a màxim, a un joc de saló per als salons burgesos (només en el segle XX es convertirà en un dispositiu d'entreteniment, fins i tot per a les classes més pobres, amb la introducció de una versió pública del estereoscopi, per al gaudi col·lectiu: aquest tipus particular de visor estereoscòpic assumeix el nom de Keiserpanorama (literalment "les opinions de l'emperador") Tru-Vue i View-master), però també existia.

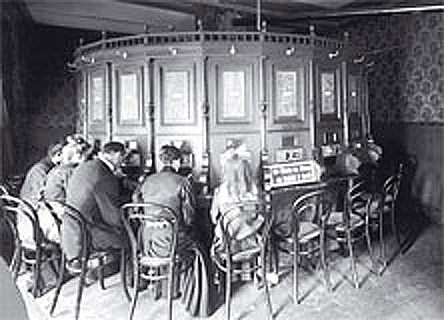
Fotografia del kaiserpanorama en pler ús públic.

El Kaiserpanorama va ser inventat per l'alemany August Fuhrmann qui va proposar a l'audiència alemanya moure d'una ciutat a una altra a Alemanya a finals del segle XIX: el dispositiu està patentat al voltant de 1890. Fuhrmann també va estar implicat en la producció i distribució d'imatges estereoscòpiques, que va proposar en el seu mostra, amb una empresa amb seu a Berlín, comptant, en el seu apogeu, més de 50.000 estereogrames disponibles. L'Kaiserpanorama ha estat en ús durant uns quaranta anys: els anys vuitanta del segle xix fins al primer quart del segle xx.
Actualment hi ha algunes reproduccions del Kaiserpanorama, amb un nombre reduït de posicions en comparació amb els antics dispositius utilitzats a Alemanya Wilhelmina.

## Funcionament
El Kaiserpanorama era una espècie de peepshow col·lectiu on més de vint persones podien gaudir d'una visió comuna de les mateixes imatges. A l'interior de les imatges es va girar gràcies a un mecanisme especial, de manera que tothom pogués, al seu torn, veure els mateixos temes representats en forma estereoscòpica.
Va ser indiferent a partir de quina estació va començar a observar les imatges, o des de quin punt de la programació, ja que les imatges van aconseguir successivament, tornant al final per fer el mateix torn. El final del temps dedicat a la visió de cada imatge i, posteriorment, el passatge a la següent va ser assenyalat per un timbre, que va passar un breu moment de buit, sense cap imatge, i després la següent imatge.

## Suports
Es van exposar estereogrames de vidre a l'interior del Kaiserpanorama: l'emulsió fotogràfica en blanc i negre es va estendre sobre un suport de vidre especial. Les imatges estereoscòpiques així obtingudes van ser de vegades colorejades a mà. Les imatges s'il·luminaven per a la transparència, permetent una millor profunditat i il·lusió de tridimensionalitat.
Els temes representats van ser paisatges, monuments i ciutats europees, inicialment proporcionades pels parisencs Ferrier i Soulier, Fuhrmann va produir, de forma independent, la seva pròpia fotografia estereoscòpica ampliant el seu arxiu per incloure altres temes i temes. Al segle xx, una part dels estereogrames exposats per aquest mitjà també afectaran imatges de la Primera Guerra Mundial.

## Actualitat

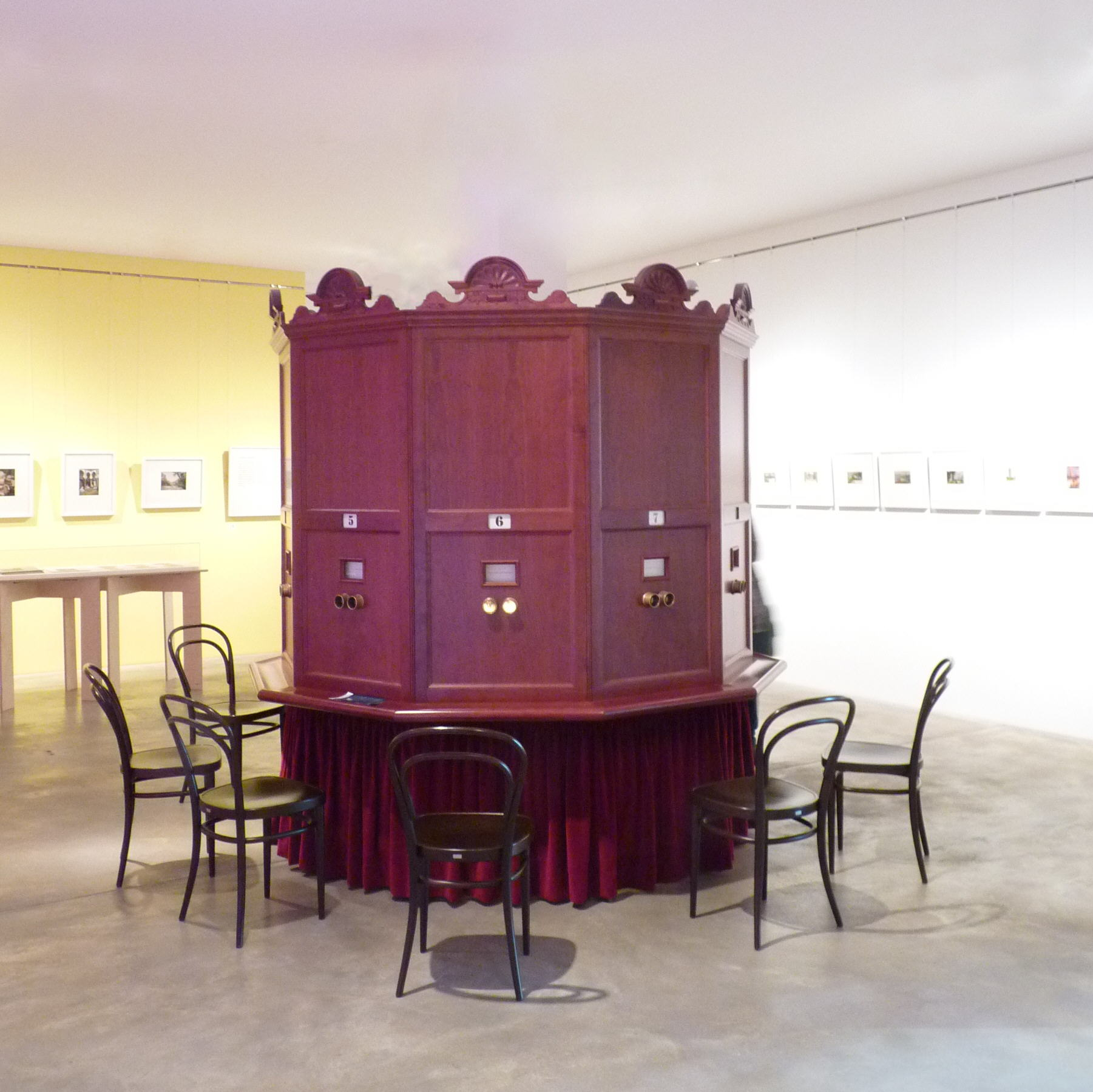
Fotografia del kaiserpanorama exposat en el museu.

Al Museu Nacional de Cinema de Torí es pot veure una versió moderna del Kaiserpanorama. El dispositiu totalment funcional permet observar un conjunt diferent d'estereogrames decimonónics a cada ubicació.